# أبو نسب (فلم)
أبو نسب: هو فيلمٌ مصري، بدأ عرضه في مصر في 21 ديسمبر 2023، وعرض في الدول العربية في 28 ديسمبر. حتى تاريخ 30 يناير 2024، حقق فيلم أبو نسب في المملكة العربية السعودية إيرادات بلغت 4.07 مليون دولار (125 مليون جنيه مصري). وحقق في مصر إيرادات بلغت 43,505,853 جنيه مصري. بينما حقق 1,018,594 دولار في الإمارات العربية المتحدة (32 مليون جنيه مصري).

## قصة الفيلم
طبيب أطفال (محمد إمام) يقع في حب فتاة (ياسمين صبري)، لكنه يكتشف أن والدها (ماجد الكدواني) مجرم عريق في عالم الإجرام.

## إنتاج الفيلم
الفيلم كتبه أيمن وتار، وأخرجه رامي إمام، وهو من بطولة محمد إمام، وياسمين صبري، وماجد الكدواني، ووفاء عامر، وهالة فاخر، ومحمد لطفي، ومحمد ثروت.
أنتج الفيلم شركات إنتاج سينرجي، ماجيك بينز، أوسكار، نيو سنشري، مصر العالمية، فيلم سكوير.
الفيلم هو ثالث فيلم يجمع محمد إمام مع ياسمين صبري بعد جحيم في الهند (2016)، وليلة هنا وسرور (2018).